# Ripponden
Ripponden is een civil parish in het bestuurlijke gebied Calderdale, in het Engelse graafschap West Yorkshire. De civil parish telt 6.412 inwoners.